# Thomas Gordon (militaire britannique)
Pour les articles homonymes, voir Thomas Gordon et Gordon.
Ne doit pas être confondu avec Gordon Thomas.
Le major-général Thomas Gordon (1788 –20 avril 1841), est un officier de l'armée britannique et un historien. Il est connu pour son rôle au cours de la guerre d'indépendance grecque et son Histoire de cette guerre parue en 1833.

## Carrière militaire et voyage
Il est né en 1788, à Cairness House, dans la région d'Aberdeen. La résidence appartenait à son père Charles Gordon of Buthlaw and Cairness, marié à Christian, née Forbes of Ballogie. Il fit ses études à Eton puis Oxford.
De 1808 à 1810, il appartint au régiment des Scots Greys. En mai 1810, il quitta l'armée britannique et voyagea. Il se rendit à Ioannina où il rencontra Ali Pacha. Entre 1810 et 1812, il visita Athènes, Constantinople, Thessalonique, l'Anatolie, la Perse et l'Afrique du Nord.
En 1813, il était capitaine attaché à l'état-major de l'armée russe. En novembre de la même année, il était dans l'armée du comte de Walmoden à Pretzer dans le Mecklembourg. Il retourna à Cairness House en 1814. Il repartit en 1815 pour Constantinople, où il épousa une Arménienne, Barbara Kana.

## La guerre d'indépendance grecque
Gordon se rendit en Grèce dès le début de l'insurrection en 1821. Il fut le chef d’état major de Dimítrios Ypsilántis dans le Péloponnèse. À ce titre, il participa au siège de Tripolizza. Après la prise de la ville, il protesta très fortement contre le massacre de milliers de Turcs perpétré par les Grecs. Il quitta un temps la cause grecque.
En novembre 1822, le gouvernement provisoire, réuni à Hermione, en Argolide lui envoya une lettre lui demandant de revenir se mettre au service de la Grèce. Il refusa, mais rejoignit le Comité Philhellène de Londres (créé le 8 mars 1823). Il fournit des subsides et des armes. Il refusa l'offre du Comité qui lui proposait d'assurer le transport de cette aide aux insurgés grecs, mais il suggéra de choisir Lord Byron, déjà dans la région, pour cette mission.
Au début de 1824, les Grecs venus négocier un emprunt à Londres tentèrent à nouveau, sans succès, de convaincre Gordon de rejoindre la Grèce. En 1826, de nouvelles suppliques, venues de Grèce et de représentants de la cause grecque à Londres lui demandèrent de venir prendre la tête de l'armée régulière grecque qui avait besoin d'unité et de discipline. Il accepta. Il arriva à Nauplie en mai 1826, au milieu d'un nouveau conflit entre Grecs. Il réussit à éviter la dissolution de l'armée régulière.
En 1827, Gordon prit le commandement de l'expédition contre Le Pirée, avec le grade de brigadier. Ses troupes étaient composées des hommes de Ioannis Notaras, de Yánnis Makriyánnis, de l'armée régulière et de volontaires philhellènes étrangers. Il devait soulager Athènes, alors assiégée. Il réussit à débarquer à Phalère. Il constata alors que les Grecs assiégés dans l'Acropole pouvaient encore tenir. Il resta donc à la tête de ses troupes à Phalère, jusqu'à l'arrivée en avril du général Richard Church.
Le 16 avril, 1827, Church le nomma « directeur-général » de l'armée. Il démissionna à nouveau en mai, à la suite du massacre d'une garnison ottomane par les Grecs au Pirée et du désastre de la bataille d'Analatos, qu'il attribuait en grande partie au comportement de Church.
Il décida de retourner en Écosse en juillet 1827.

## Travaux historiques et archéologiques
Il revint en Grèce en 1828. Il séjourna à Argos de 1828 à 1831 avec son secrétaire James Robertson et l'historien George Finlay. En 1836, il identifia l'Héraion d'Argos et procéda aux premières fouilles. Il tenta d'acheter les terrains d'Épidaure, en vue d'y entreprendre des fouilles. Il commença aussi à réunir des documents (écrits et oraux) en vue de la rédaction d'une histoire de la guerre d'indépendance. Il se fit construire un manoir sur le modèle de sa résidence écossaise de Cairness House.
Finlay lui proposa de se présenter pour la Présidence de l'Assemblée Nationale grecque, mais il refusa.
Il repartit pour Cairness en 1831 et termina son Histoire en 1833.

## Dernier rôle militaire en Grèce
Il retourna en Grèce après l'avènement d'Othon. Il servit dans l'armée grecque avec le grade de colonel. Il participa à la lutte contre les bandits d'Étolie et d'Acarnanie. Comme ceux-ci disposaient du soutien des pachas turcs de l'autre côté de la frontière, Gordon la franchissait régulièrement pour aller négocier avec eux, en turc, qu'il parlait couramment.
En raison de son état de santé, il démissionna en février 1839 et retourna à Cairness. Il revint en Grèce une dernière fois en 1840.
À sa mort, son héritage, qui incluait une grande propriété en Jamaïque, comme il n'avait pas eu d'enfant avec son épouse, passa à son fils illégitime Charles Wilkinson dont l'existence ne fut découverte qu'à cette occasion.